# Tenza
Il Tenza è un piccolo fiume della provincia di Salerno, affluente del fiume Sele.

## Il corso del fiume

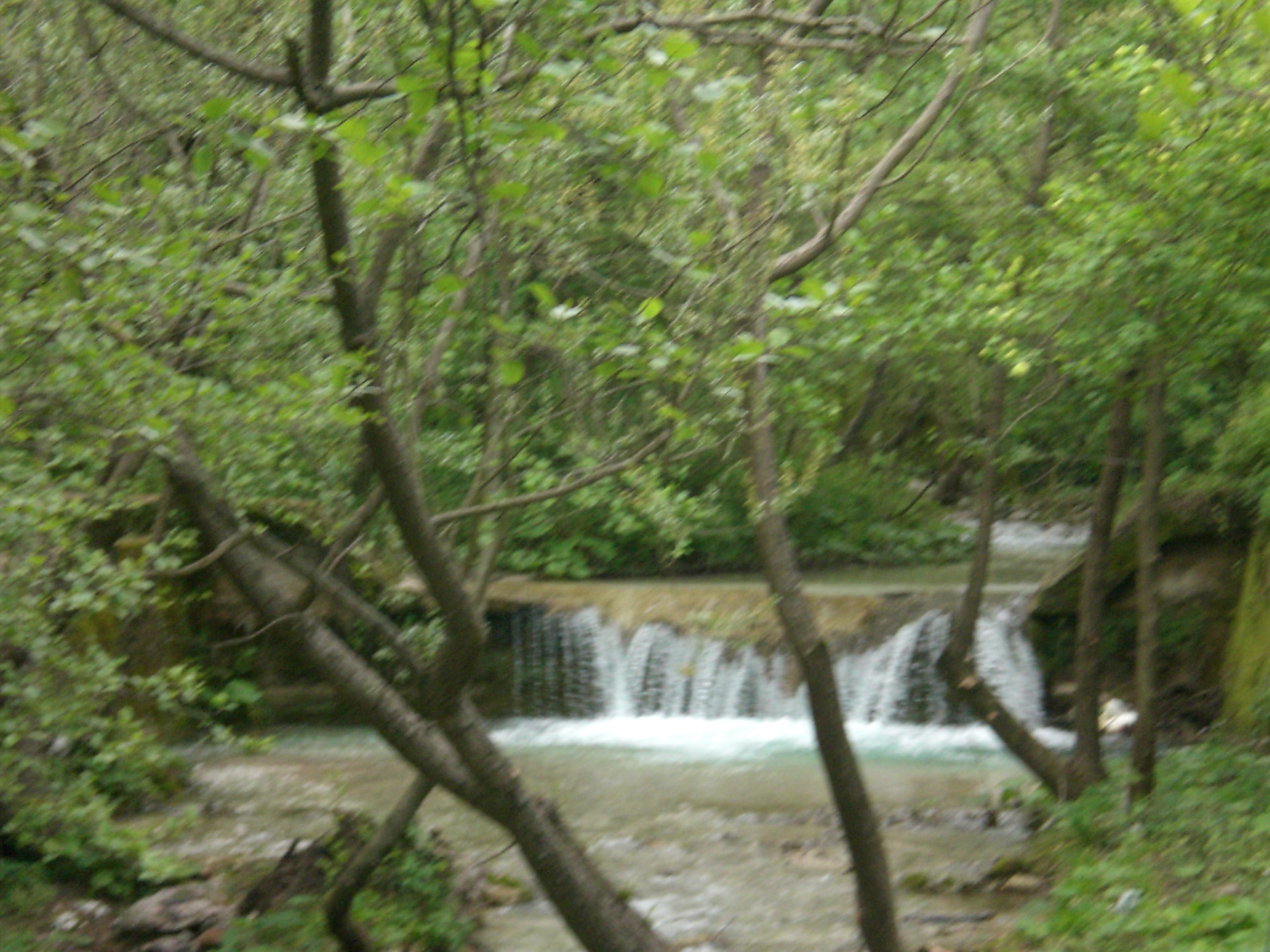
Tenza in località Dauli

Affluente del fiume Sele lungo 17 km. Nasce dalla sorgente Acqua Menecale all'interno dell'oasi naturale del Monte Polveracchio fra il valico Cancello di Sinicolli e la Gola del Malpasso. Dopo aver attraversato la Valle delle Tavole, nella Valle della Cerreta riceve le acque di numerose sorgenti. Dopo aver superato la stretta Gola di Ponte Vecchio, le sue acque costeggiano il Monte Calvo e la località Avigliano. Riceve le acque del fiume Atri in località Piedi Zappino, presso il centro storico di Campagna. Solcato uno stretto e suggestivo canyon, ha creato una delle più importanti finestre tettoniche degli appennini meridionali che mette in luce i sedimenti marini del bacino Lagonegrese.. Presso Romandola-Madonna del Ponte riceve le acque del Torrente San Marco e dopo alcuni chilometri, in località Masseria Mina confluisce nel fiume Sele.

## Toponimo
Il termine tenza, in epoca tardo-romana, indicava i terreni sottratti agli usi civici

## Fauna ittica
Il Tenza insieme al Sele e al suo affluente Calore Lucano, all'Alento, al Bussento, al Calore Irpino, al Mingardo e a pochi altri corsi minori (Alimenta, Pietra-Sammaro, Fasanella), garantisce i requisiti minimi per la sopravvivenza della lontra europea in Campania.

## 'A Chiena

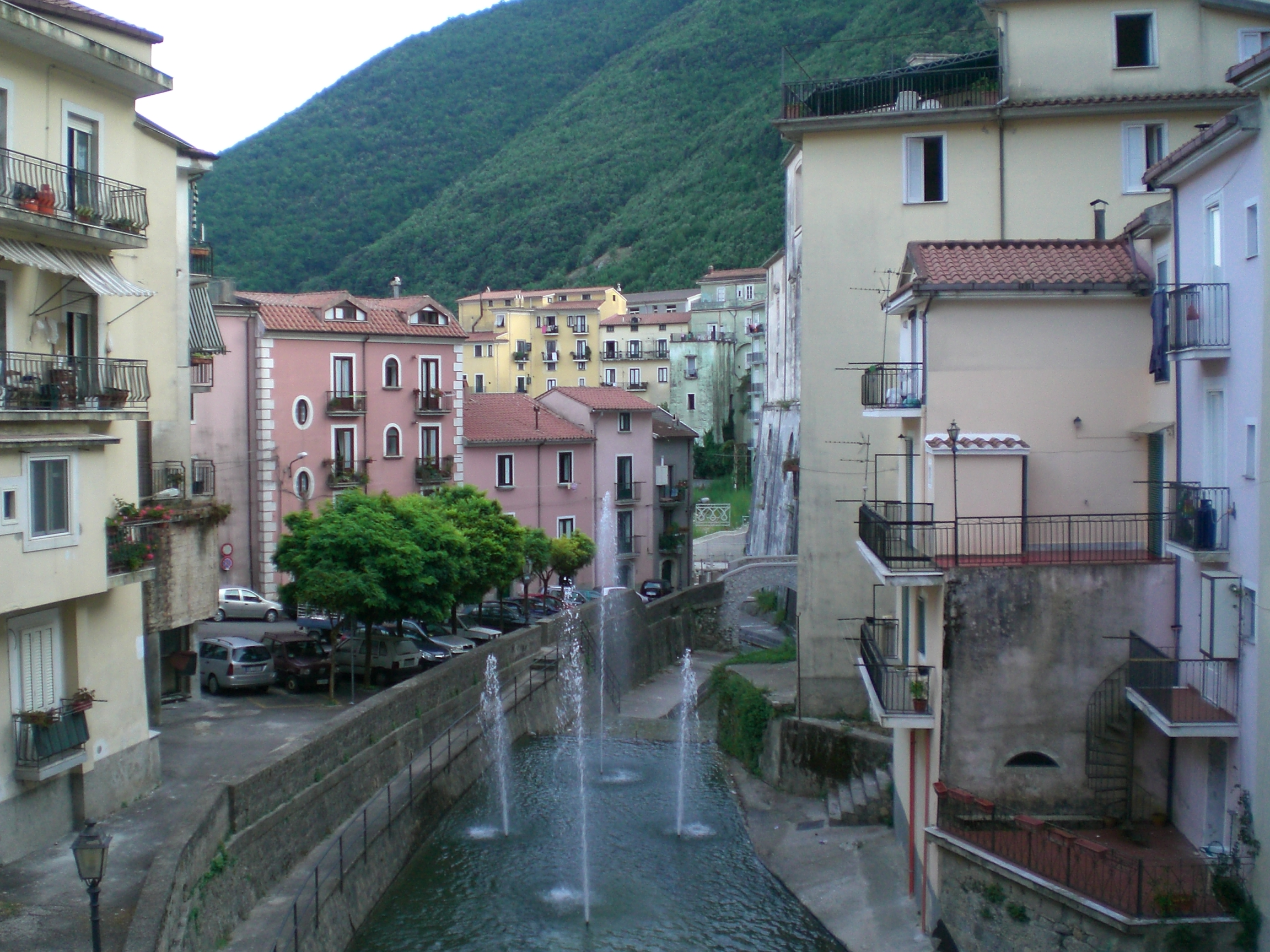
Il Tenza presso la Cattedrale di Campagna

Il fiume nel mese di agosto permette 'A Chiena, una sorta di allagamento dell'abitato campagnese provocato meccanicamente tramite un antico sbarramento in pietra. Se anticamente questo sistema serviva per pulire le strade, nell'ultimo secolo l'acqua del fiume viene utilizzata per prendersi a secchiate o comunque fare giochi d'acqua.
Un tratto del fiume, prima del Centro storico di Campagna, denominato Chiatrone, viene usato nei periodi estivi dagli abitanti del luogo come luogo di balneazione.

## La produzione idroelettrica
Nel 1941 in località Avigliano, fra le località Ponte Vecchio e Dauli è stata costruita una centrale idroelettrica dalla SME su progetto dell'architetto Pier Luigi Nervi. È una centrale ad acqua fluente che per il suo funzionamento capta a quota 503 m le acque del fiume e incanalate in una condotta lungo il versante orientale del Monte Calvo, induce un salto di 118 m.
In località Castrullo del comune di Campagna è in costruzione un impianto idroelettrico alimentato sempre dal fiume Tenza, attraverso un canale irriguo consortile partente dalla località Piedi Zappino.

## Mulini
Il tratto del fiume, fra Campagna e Madonna del Ponte è stato, sin dall'anno mille, costellato da numerosi mulini ad acqua. Totalmente spariti col tempo, ne sopravvivono soltanto due, "La Maccarunera", nel centro storico e i ruderi del mulino della Madonna del Ponte.

## Ponti
Fra i dodici ponti costruiti per guadare il Tenza, vanno menzionati, il Ponte di piazza Guerriero e il Ponte dei preti costruiti nei primi anni del cinquecento, quando fu modificato il percorso del fiume per costruire la Basilica Cattedrale di Santa Maria della Pace. L'ultimo ponte, prima della confluenza nel fiume Sele, sull'ex tracciato dell'A3 Salerno-Reggio Calabria, non più utilizzato per il traffico veicolare, è oggetto di studio da parte dell'ANAS per la sua definitiva demolizione .

## Gestione del bacino idrico
Gli enti competenti alla gestione del fiume sono l'Autorità di bacino interregionale del fiume Sele e Autorità di bacino regionale Destra Sele. Parte dell'acqua è prelevata dal Consorzio di Irrigazione e Miglioramento Fondiario Tenza per l'irrigazione di fondi agricoli.